# Tatarskoje Utiaszkino
Tatarskoje Utiaszkino (ros. Татарское Утяшкино) – wieś (sieło) w Rosji, w Tatarstanie, w rejonie nowoszeszmińskim. W 2010 liczyła 692 mieszkańców.